# Giovanna d'Inghilterra (regina di Scozia 1210)
Giovanna d'Inghilterra (22 luglio 1210 – Havering, 4 marzo 1238) fu regina consorte di Scozia, come prima moglie del re Alessandro II di Scozia.

## Biografia
Giovanna era la figlia del re Giovanni d'Inghilterra, e di sua moglie, Isabella d'Angoulême.

## Matrimonio
Giovanna fu scelta come sposa da Filippo II di Francia per suo figlio. Nel 1214, tuttavia, suo padre le promise di sposarsi con Ugo X di Lusignano. Le furono promesse Saintes, Saintonge e l'isola di Oléron come dote, e crebbe alla corte di Ugo X. Ugo X rivendicò la sua dote già prima del loro matrimonio, ma quando ciò non accadde, secondo quanto riferito, divenne meno desideroso di sposarla.
Alla morte di Giovanni d'Inghilterra nel 1216, la regina vedova Isabella decise che avrebbe sposato lei stessa Ugo X. Il 15 maggio 1220, dopo un intervento del Papa e un accordo della dote, Giovanna fu rimandata in Inghilterra dove si stavano svolgendo i negoziati per la sua mano con Alessandro II di Scozia. Si presume che Giovanni avesse promesso di dargli Giovanna come sposa e il Northumberland come dote.
Il 18 giugno 1221, Alessandro II stabilì ufficialmente le terre Jedburgh, Hassendean, Kinghorn e Crail a Giovanna come suo reddito personale. Lei e Alessandro II si sposarono il 21 giugno 1221, a York Minster. Alessandro aveva ventitré anni e Giovanna quasi undici anni. Non hanno avuto figli. Questo fatto era motivo di preoccupazione, ma l'annullamento del matrimonio era considerato rischioso in quanto poteva provocare la guerra con l'Inghilterra. La regina Giovanna non aveva una posizione forte alla corte scozzese, che era dominata dalla suocera, regina vedova Ermengarde. Le sue origini inglesi la rendevano comunque importante indipendentemente dalle sue qualità personali. Giovanna accompagnò Alessandro in Inghilterra nel settembre 1236 a Newcastle, e nel settembre 1237 a York, durante le trattative con suo fratello, Enrico III, sui territori contesi del nord. A questo punto, il cronista Matthew Paris suggerisce che Giovanna e Alessandro II si erano allontanati e che Giovanna desiderava trascorrere più tempo in Inghilterra, e che suo fratello Enrico III gli avesse concesso i suoi manieri a Driffield e Fen Stanton. A York, Giovanna e sua cognata Eleonora di Provenza accettarono di fare un pellegrinaggio al santuario di Thomas Becket a Canterbury.

## Morte
Morì tra le braccia di suo fratello nel 1238 e venne sepolta nella Tarrant Abbey, nel Dorset.
Enrico III continuò a onorare la memoria di Giovanna per il resto della sua vita. Più drammaticamente, alla fine del 1252, quattordici anni dopo la sua morte, Enrico III ordinò la realizzazione dell'immagine di Giovanna in marmo per la sua tomba. Questa fu una delle prime effigi funerarie di una regina in Inghilterra; la tradizione si sviluppò all'inizio del XIII secolo, ma le tombe di Eleonora d'Aquitania e Berengaria di Navarra erano in Francia.

## Ascendenza
|                         |                          |                          | Genitori                            |  |  | Nonni |  |  | Bisnonni           |  |  | Trisnonni       |  |
|                         |                          |                          |                                     |  |  |       |  |  | Goffredo V d'Angiò |  |  | Folco V d'Angiò |  |
|                         |                          |                          |                                     |  |  |       |  |  | Goffredo V d'Angiò |  |  | Folco V d'Angiò |  |
|                         |                          | Eremburga del Maine      |                                     |  |  |       |  |  | Goffredo V d'Angiò |  |  |                 |  |
| Enrico II d'Inghilterra |                          |                          |                                     |  |  |       |  |  | Goffredo V d'Angiò |  |  |                 |  |
|                         |                          | Matilde d'Inghilterra    | Enrico I d'Inghilterra              |  |  |       |  |  |                    |  |  |                 |  |
|                         |                          | Matilde d'Inghilterra    | Enrico I d'Inghilterra              |  |  |       |  |  |                    |  |  |                 |  |
|                         |                          | Matilde d'Inghilterra    | Matilde di Scozia                   |  |  |       |  |  |                    |  |  |                 |  |
| Giovanni d'Inghilterra  |                          | Matilde d'Inghilterra    |                                     |  |  |       |  |  |                    |  |  |                 |  |
|                         |                          | Guglielmo X di Aquitania | Guglielmo IX d'Aquitania            |  |  |       |  |  |                    |  |  |                 |  |
|                         |                          | Guglielmo X di Aquitania | Guglielmo IX d'Aquitania            |  |  |       |  |  |                    |  |  |                 |  |
|                         |                          | Guglielmo X di Aquitania | Filippa di Tolosa                   |  |  |       |  |  |                    |  |  |                 |  |
| Eleonora d'Aquitania    |                          | Guglielmo X di Aquitania |                                     |  |  |       |  |  |                    |  |  |                 |  |
|                         |                          | Aénor di Châtellerault   | Aimery I, Visconte di Châtellerault |  |  |       |  |  |                    |  |  |                 |  |
|                         |                          | Aénor di Châtellerault   | Aimery I, Visconte di Châtellerault |  |  |       |  |  |                    |  |  |                 |  |
|                         |                          | Aénor di Châtellerault   | Dangereuse de l'Isle Bouchard       |  |  |       |  |  |                    |  |  |                 |  |
| Giovanna Plantageneto   |                          | Aénor di Châtellerault   |                                     |  |  |       |  |  |                    |  |  |                 |  |
|                         | Guglielmo VI d'Angoulême | Vulgrin II d'Angoulême   |                                     |  |  |       |  |  |                    |  |  |                 |  |
|                         | Guglielmo VI d'Angoulême | Vulgrin II d'Angoulême   |                                     |  |  |       |  |  |                    |  |  |                 |  |
|                         | Guglielmo VI d'Angoulême | Panica de la Marche      |                                     |  |  |       |  |  |                    |  |  |                 |  |
| Ademaro III d'Angoulême | Guglielmo VI d'Angoulême |                          |                                     |  |  |       |  |  |                    |  |  |                 |  |
|                         |                          | Margherita di Turenne    | Raymond I, Visconte di Turenne      |  |  |       |  |  |                    |  |  |                 |  |
|                         |                          | Margherita di Turenne    | Raymond I, Visconte di Turenne      |  |  |       |  |  |                    |  |  |                 |  |
|                         |                          | Margherita di Turenne    | Matilda de la Perche                |  |  |       |  |  |                    |  |  |                 |  |
| Isabella d'Angoulême    |                          | Margherita di Turenne    |                                     |  |  |       |  |  |                    |  |  |                 |  |
|                         |                          | Pietro I di Courtenay    | Luigi VI di Francia                 |  |  |       |  |  |                    |  |  |                 |  |
|                         |                          | Pietro I di Courtenay    | Luigi VI di Francia                 |  |  |       |  |  |                    |  |  |                 |  |
|                         |                          | Pietro I di Courtenay    | Adelaide di Savoia                  |  |  |       |  |  |                    |  |  |                 |  |
| Alice di Courtenay      |                          | Pietro I di Courtenay    |                                     |  |  |       |  |  |                    |  |  |                 |  |
|                         |                          | Elisabetta di Courtenay  | Rinaldo di Courtenay                |  |  |       |  |  |                    |  |  |                 |  |
|                         |                          | Elisabetta di Courtenay  | Rinaldo di Courtenay                |  |  |       |  |  |                    |  |  |                 |  |
|                         |                          | Elisabetta di Courtenay  | Helvise di Donjon                   |  |  |       |  |  |                    |  |  |                 |  |
|                         |                          | Elisabetta di Courtenay  |                                     |  |  |       |  |  |                    |  |  |                 |  |